# مشرع (قانون)
السلطة التشريعية. هي في نظرية الفصل بين السلطات لمونتسكيو تطبق اليوم في الأنظمة الديمقراطية، سلطة من السلطات الثلاث هي دولة مع:
- السلطة التنفيذية؛
- السلطة القضائية.

و بصفة عامة هي المسؤولة عن التصويت على القانون، وإدارة ميزانية الدولة، والدولة المسيطرة على عمل السلطة التنفيذية والسلطة القضائية.

## فينظام برلمانيعلى النمطالبريطاني
السلطة التشريعية على الأقل تتكون من مجلس واحد، وهذا هو القول، تتكون من غرفة واحدة منتخبة. الأصلي ومازال اليوم في العديد من الأماكن، والسلطة التشريعية تتألف في نظام المجلسين، وهذا هو القول، مجلس النواب ومجلس الشيوخ. رئيس الوزراء والوزراء، الذين يشكلون السلطة التنفيذية، يجب أن يكون أعضاء من إحدى الغرف، وعادة الغرفة الانتخابية. رئيس الوزراء هو رئيس الأغلبية السياسية في مجلس النواب (زعيم الأغلبية في الجمعية الوطنية في فرنسا هو رئيس الوزراء). في ظل النظام البرلماني، ورئيس الوزراء هو رئيس السلطة التنفيذية الحقيقي.